# Stundenblume
Die Stundenblume (Hibiscus trionum), auch Stunden-Roseneibisch, Einjähriger Stundeneibisch oder Stundenröslein genannt, ist eine Pflanzenart aus der Gattung Hibiskus (Hibiscus) innerhalb der Familie der Malvengewächse (Malvaceae). Sie ist in der Alten Welt weitverbreitet und in vielen Gebieten der Welt ein Neophyt.

## Beschreibung

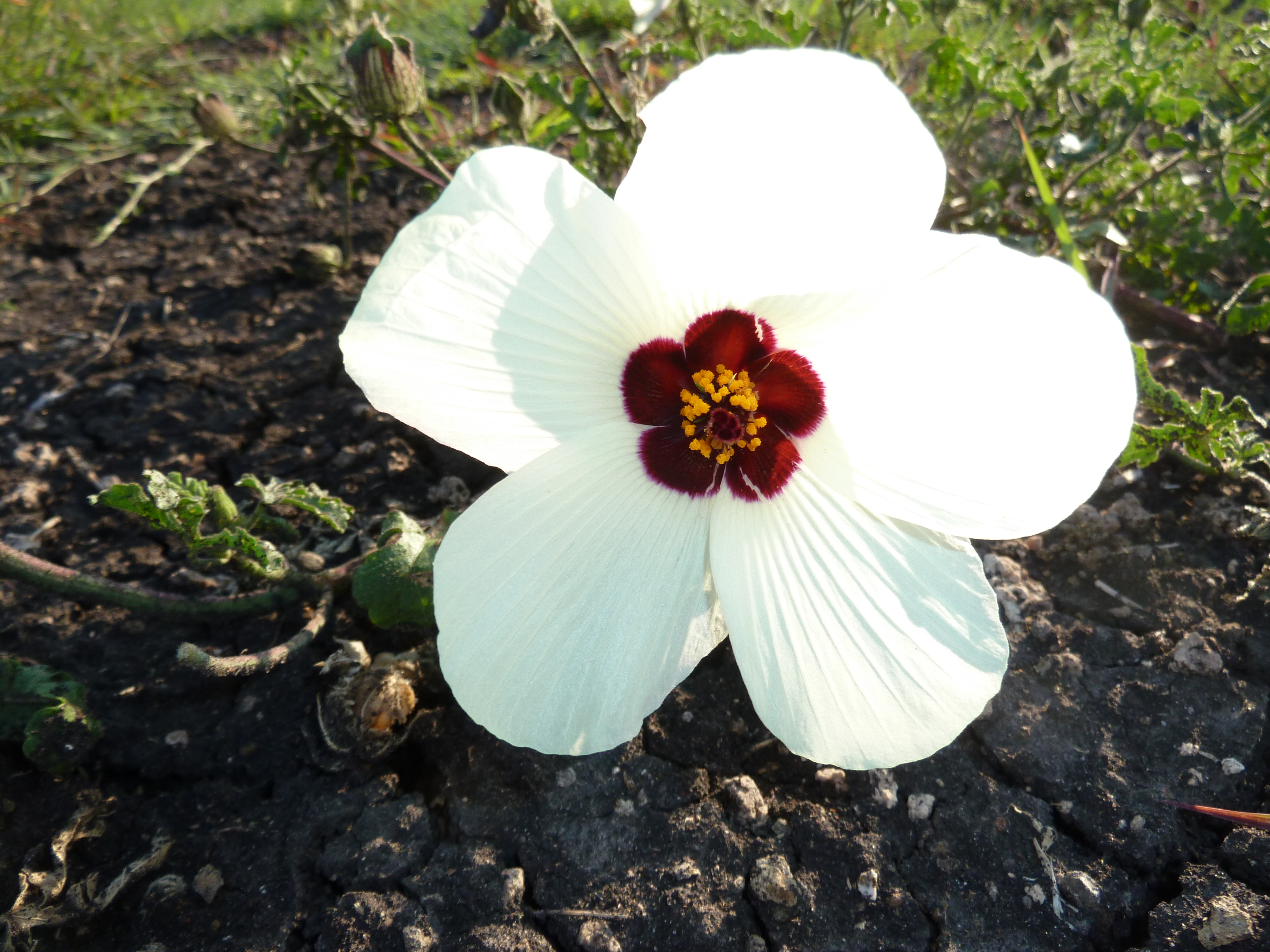
Detail der Blüte, Kronblätter mit Saftmal

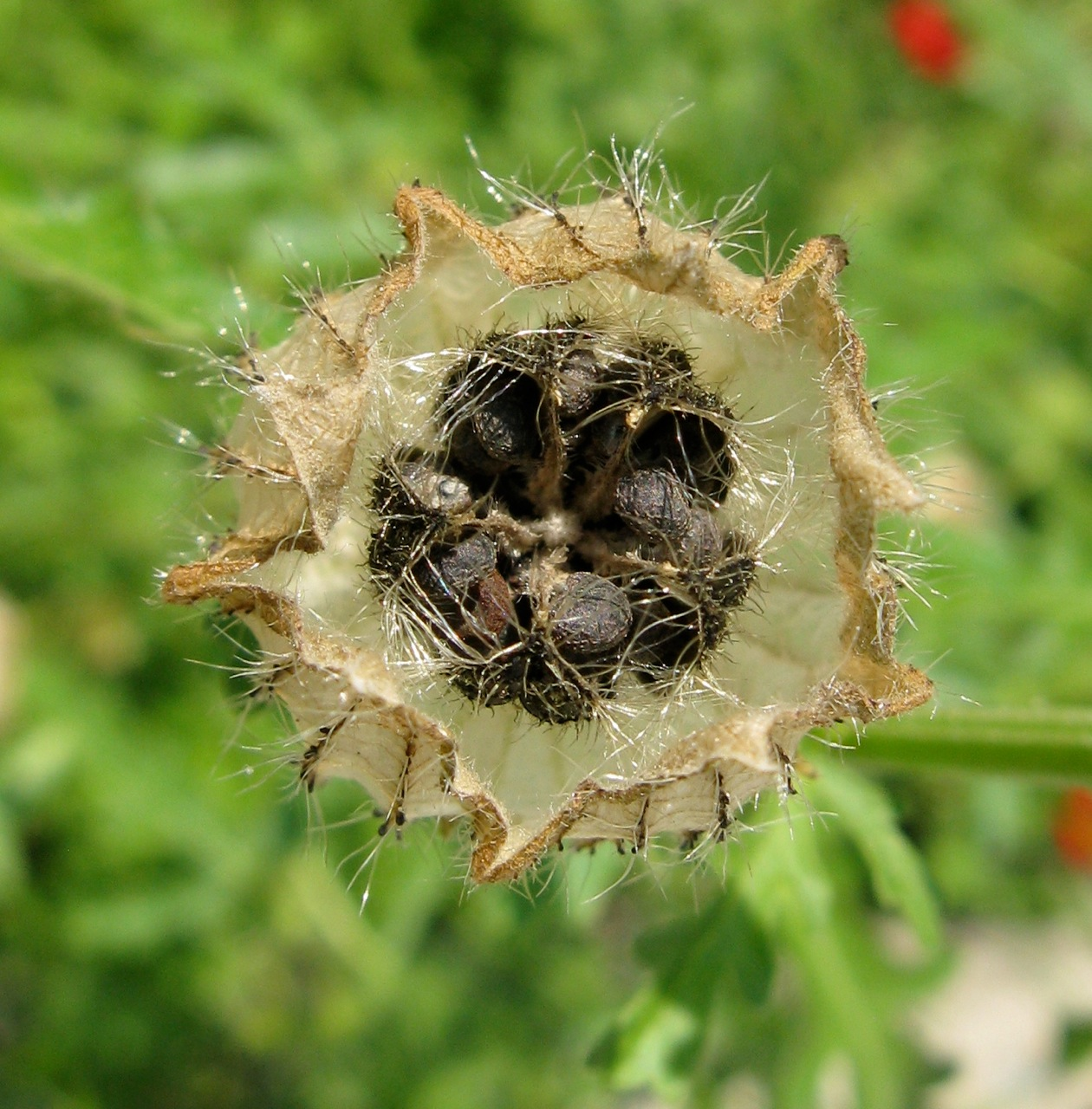
Reife Kapselfrucht mit Samen

### Erscheinungsbild und Blatt
Die Stundenblume wächst als ein-, selten als zweijährige krautige Pflanze und erreicht meist Wuchshöhen von 20 bis 50, manchmal auch bis zu 80 Zentimetern. Der Stängel ist etwas borstig behaart.
Die wechselständig angeordneten Laubblätter sind in Blattstiel und Blattspreite gegliedert. Der Blattstiel ist 2 bis 4 Zentimeter lang. Die 3 bis 6 Zentimeter große Blattspreite weist zwei unterschiedliche Formen auf: einfach eiförmig oder drei- bis fünflappig. Die untersten Laubblätter sind nur schwach gelappt, die oberen sind drei- bis fünf-spaltig mit grob fiederspaltigen Blattabschnitten. Die fadenförmigen Nebenblätter sind etwa 7 Millimeter lang.

### Blüte, Frucht und Samen
Jede Blüte öffnet sich in der Hauptblütezeit von Juni bis September nur einen Tag lang und dann nur für wenige Stunden (daher der Name). Die Blüten stehen einzeln in den Blattachseln. Der Blütenstiel weist eine Länge von etwa 2,5 Zentimetern auf und verlängert sich bis zur Fruchtreife bis auf etwa 4 Zentimeter. Der Nebenkelch besteht aus zwölf nur an ihrer Basis verwachsenen, etwa 8 mm großen fadenförmigen Nebenkelchblättern.
Die zwittrigen Blüten sind bei einem Durchmesser von bis zu 8 Zentimetern, radiärsymmetrisch und fünfzählig mit doppelter Blütenhülle. Besonders auffällig ist auch der aufgeblasene Kelch, der aus fünf auf der Hälfte ihre Länge verwachsenen, grünlichen, 1,5 bis 2 Zentimeter langen Kelchblättern besteht. Die fünf zumeist weißen bis zart-gelblichen Kronblätter besitzen eine dunkel purpurrot-violett-schwarze Basis (Saftmal). Bei der Unterfamilie Malvoideae sind die Staubfäden der vielen Staubblätter zu einer den Stempel umhüllenden Röhre verwachsen, der sogenannten Columna. Die obersten etwa 3 Millimeter der Staubfäden sind frei. Die Staubbeutel sind gelb. Es sind fünf Griffel vorhanden.
Die fünffächerige Kapselfrucht weist einen Durchmesser von etwa 1 Zentimetern auf. Die Samen sind schwarz, nierenförmig und etwa 2 Millimeter lang.

### Chromosomenzahl
Die Chromosomenzahl beträgt 2n = 28 oder 56.

## Ökologie
Es erfolgt Insektenbestäubung und Selbstbestäubung. Die Blüten öffnen sich nur zwischen 8 und 12 Uhr vormittags (Stundenblume).
Die Ausbreitung erfolgt vorwiegend über Selbstaussaat.

## Vorkommen und Gefährdung
Hibiscus trionum ist vom östlichen Mittelmeerraum bis zum Südlichen Afrika sowie Madagaskar und von Westasien über Zentralasien und Pakistan bis China und Australien weitverbreitet. Sie ist fast weltweit in klimabegünstigten, warmen Gebieten ein Neophyt. Sie ist beispielsweise im gesamten Mittelmeerraum bis zum Alpenfuß eingebürgert. Sie ist im westlichen Mitteleuropa sehr selten und in klimabegünstigten Gegenden unbeständig verwildert. Als einzige Hibiscus-Art in Europa, genauer in Südosteuropa, kommt die Stundenblume in Deutschland nur unbeständig vor. Im südosteuropäischen Verbreitungsgebiet ist sie eine Charakterart des Verbands Eragrostion.
Die ökologischen Zeigerwerte nach Landolt et al. 2010 sind in der Schweiz: Feuchtezahl F = 3w (mäßig feucht aber mäßig wechselnd), Lichtzahl L = 4 (hell), Reaktionszahl R = 3 (schwach sauer bis neutral), Temperaturzahl T = 4+ (warm-kollin), Nährstoffzahl N = 3 (mäßig nährstoffarm bis mäßig nährstoffreich), Kontinentalitätszahl K = 4 (subkontinental).
In Österreich ist der Stundeneibisch in Wien, Niederösterreich, dem Burgenland und der Steiermark heimisch. In Oberösterreich, Kärnten, Salzburg und Vorarlberg tritt er nur unbeständig auf. Die früheren unbeständigen Vorkommen in Tirol sind erloschen. Der Stundeneibisch tritt in Österreich selten und besonders in der Pannonischen Florenprovinz in der collinen Höhenstufe in sommerwarmen, trockenen bis mäßig feuchten Ruderalfluren, Hackfruchtäckern, Weingärten und ruderal beeinflussten Rasen auf. Der Stundeneibisch gilt in Österreich als „stark gefährdet“.
Die sonnenliebende Stundenblume ist frosthart und in Mitteleuropa vor allem als unbeständiges „Unkraut“ auf Hackfrucht-Äckern, auf Brachflächen und an Wegrändern verbreitet. Die Stundenblume gedeiht am besten auf lockeren, steinigen oder kiesig-sandigen Lehmböden, die etwas stickstoffhaltig sein sollten und zeitweise recht trocken sein können.

## Taxonomie
Die Erstveröffentlichung von Hibiscus trionum erfolgte 1753 durch Carl von Linné in Species Plantarum, Tomus II, S. 697. Synonyme für Hibiscus trionum L. sind: Hibiscus africanus Mill., Hibiscus trionum var. cordifolius DC., Hibiscus vesicarius Cav., Ketmia trionum (L.) Scop., Trionum annuum Medik., Trionum trionum (L.) Wooton & Standl. Das Artepitheton trionum bedeutet „der Nördlichste“ und bezieht sich darauf, dass es die am nördlichsten vorkommende Art der hauptsächlich tropischen Gattung Hibiscus ist.

## Nutzung
Sie wird als Zierpflanze verwendet.